# Jaguarundi
Jaguarundi (Puma yaguarondi) är ett litet kattdjur som lever i Amerika. I olika avhandlingar används olika stavningar för artepitet. Vid sidan av den som används här, förekommer även yagouaroundi.

## Kännetecken
Jaguarundin har korta extremiteter och en lång svans. Kroppens längd ligger på totalt 55 till 77 centimeter, därtill en 33 till 60 cm lång svans. Arten väger mellan 4,5 och 9,0 kg. Angående pälsfärgen finns två varianter. Den första varianten är gråaktig till gråbrun eller svart och den andra varianten rödbrun. Tidigare räknades dessa varianter som två olika arter och bara den gråa varianten hade namnet jaguarundi. Bägge varianter förekommer i samma utbredningsområde och de parar sig även med varandra. Ungarna är sedan antingen grå eller rödbruna. Det förekommer till och med olikfärgade ungar i samma kull.

## Utbredning
Jaguarundin förekommer i tropiska och subtropiska delar av den amerikanska dubbelkontinenten. Artens utbredningsområde sträcker sig från Mexikos kustområden över Centralamerika till Bolivia och centrala Argentina. Kattdjuret försvann troligen helt från Texas. Jaguarundin vistas främst i låglandet och i låga bergstrakter upp till 2000 meter över havet. I Colombia når den ibland 3200 meter över havet. Dessa djur förekommer i olika habitat som glesa skogar, regnskogar, buskskogar, gräsmarker, alpina öknar, träskmarker och savanner. I öppna landskap söker jaguarundin skydd vid den växtlighet som finns eller i gömställen som skapades av människor.

## Levnadssätt
Dessa kattdjur är aktiva under skymningen och gryningen och jagar gnagare, kaniner, fåglar och små reptiler. Under 1960-talet iakttogs individer som åt rester av en spetshjort som kan ha varit ett upphittat kadaver. Födan kompletteras med fiskar, ryggradslösa djur och några växtdelar. Djuret går på marken och med hjälp av sin smala kropp kommer jaguarundin även genom tät vegetation.
I Mexiko är individernas revir 12 (honor) till 16 km² (hannar) stort. I andra regioner kan de ha ett upp till 100 km² stort territorium. När ett annat kattdjur, särskild oceloten, besöker reviret drar sig jaguarundin vanligen tillbaka.
Dräktigheten varar i 70 till 75 dagar och sedan föder honan upp till fyra ungar (oftast två). Jaguarundin fortplantar sig under våren och under hösten. Kanske har inte alla honor två kullar per år.

## Systematik
Tidigare listades arten i ett eget släkte, Herpailurus. Genetiska undersökningar visade att jaguarundi är nära släkt med puman och därför klassas de idag i ett gemensamt släkte, Puma. Tillsammans är de nära släkt med geparden.
En studie från 2013 visade att det finns tydliga skillnader i skallens konstruktion mellan dessa tre arter och den föreslår att jaguarundin åter listas i släktet Herpailurus. IUCN följer redan denna rekommendation.

### Underarter
Antalet underarter enligt Wilson & Reeder (2005):
- Puma yaguarondi armeghinoi, västra Argentina
- Puma yaguarondi carcomitli, södra Texas och Mexiko
- Puma yaguarondi eyra, Brasilien, Paraguay och Argentina, ansågs under första årtiondena av 1900-talet vara en egen art, Felis eyra
- Puma yaguarondi fossata, Mexiko och Honduras
- Puma yaguarondi melantho, Peru och Brasilien
- Puma yaguarondi panamensis, Nicaragua till Ecuador
- Puma yaguarondi tolteca, Arizona och Mexiko
- Puma yaguarondi yagouaroundi, Guyana och Amazonas